# Thị Bắc
Thị Bắc (tiếng Trung: 市北区, Hán Việt: Thị Bắc khu) là một quận của địa cấp thị Thanh Đảo, tỉnh Sơn Đông, Cộng hòa Nhân dân Trung Hoa. Quận Thị Bắc có diện tích 29 km2, dân số 468.200 người. Quận này giáp Thị Nam về phía nam, Tứ Phương về phía bắc, Lao Sơn (崂山区) về phía đông, Giao Châu về phía tây. Quận Thị Bắc có 16 nhai đạo sự biện xứ.